# 毛缘镰毛鳞虫
毛缘镰毛鳞虫（学名：Fimbrosthenelais hirsuta）为锡鳞虫科缘镰毛鳞虫属的动物。分布于印度太平洋以及中国南海、台湾海峡等海域。